# Museo Nazionale Storico degli Alpini
Das Museo Nazionale Storico degli Alpini (dt. „Nationales Historisches Museum der Alpini“, auch kurz „Alpini-Museum“ genannt; früher Museo Storico delle Truppe Alpine) ist ein Militärmuseum in der norditalienischen Stadt Trient. Es dokumentiert die Geschichte der italienischen Gebirgstruppen. Diese umfassen die Alpini als Gebirgsjäger, sowie weitere auf das Gebirge spezialisierte Truppen anderer Waffengattungen wie die Gebirgsartillerie oder die Gebirgspioniere.

## Lage
Das Museum befindet sich auf dem Hügel Doss Trento (auch Monte Verruca genannt). Vom Piazzale delle Divisioni Alpine („Platz der Gebirgsdivisionen“) führt die Strada degli Alpini („Alpini-Straße“) auf den rund 300 Meter hohen Hügel.

## Geschichte
Auf dem Hügel entstand nach dem Ersten Weltkrieg ein Mausoleum für den Trientiner Alpini-Offizier und Irredentisten Cesare Battisti, den die Österreicher 1916 im damals österreichischen Trient hingerichtet hatten. Veteranen der Trientiner Legion, die auf Seiten Italiens gekämpft hatten, schlugen vor, neben dem Mausoleum ein Museum für die italienischen Gebirgstruppen zu errichten. Die faschistische Regierung plante den Bau einer monumentalen „Alpini-Akropolis“, die in ihrem Aufbau einem römischen Castrum ähneln sollte. Im Januar 1940 begannen Bautrupps, die von allen fünf damals bestehenden italienischen Gebirgsdivisionen abkommandiert worden waren, mit dem Bau einer neuen Straße auf den Verruca-Hügel. Wegen des Zweiten Weltkriegs kamen die Arbeiten nach Fertigstellung der Straße im Sommer 1942 zum Stillstand.
Nach dem Krieg verzichtete man auf die Realisierung der ursprünglich geplanten Museumsbauten. Stattdessen entstand auf dem Hügel von Mai 1956 bis März 1958 an der Stelle eines ehemaligen Munitionslagers ein wesentlich bescheideneres Museum. 1963 wurde es erstmals erweitert, ein zweiter Anbau folgte 1994. Im Jahr 2018 begann ein dritter wesentlicher Umbau. Das neu gestaltete Museum, dessen Ausstellungsflächen von 290 auf 1400 m² eine wesentliche Erweiterung erfuhren, wurde im Oktober 2021 vom italienischen Verteidigungsminister Lorenzo Guerini eröffnet.
Das Museo Nazionale Storico degli Alpini gehört seit 2009 dem Museumsverbund Rete Trentino Grande Guerra an.

Unterhalten wird das Museum vom italienischen Heer. Es untersteht derzeit dem Territorialkommando Trentino-Südtirol in Trient.

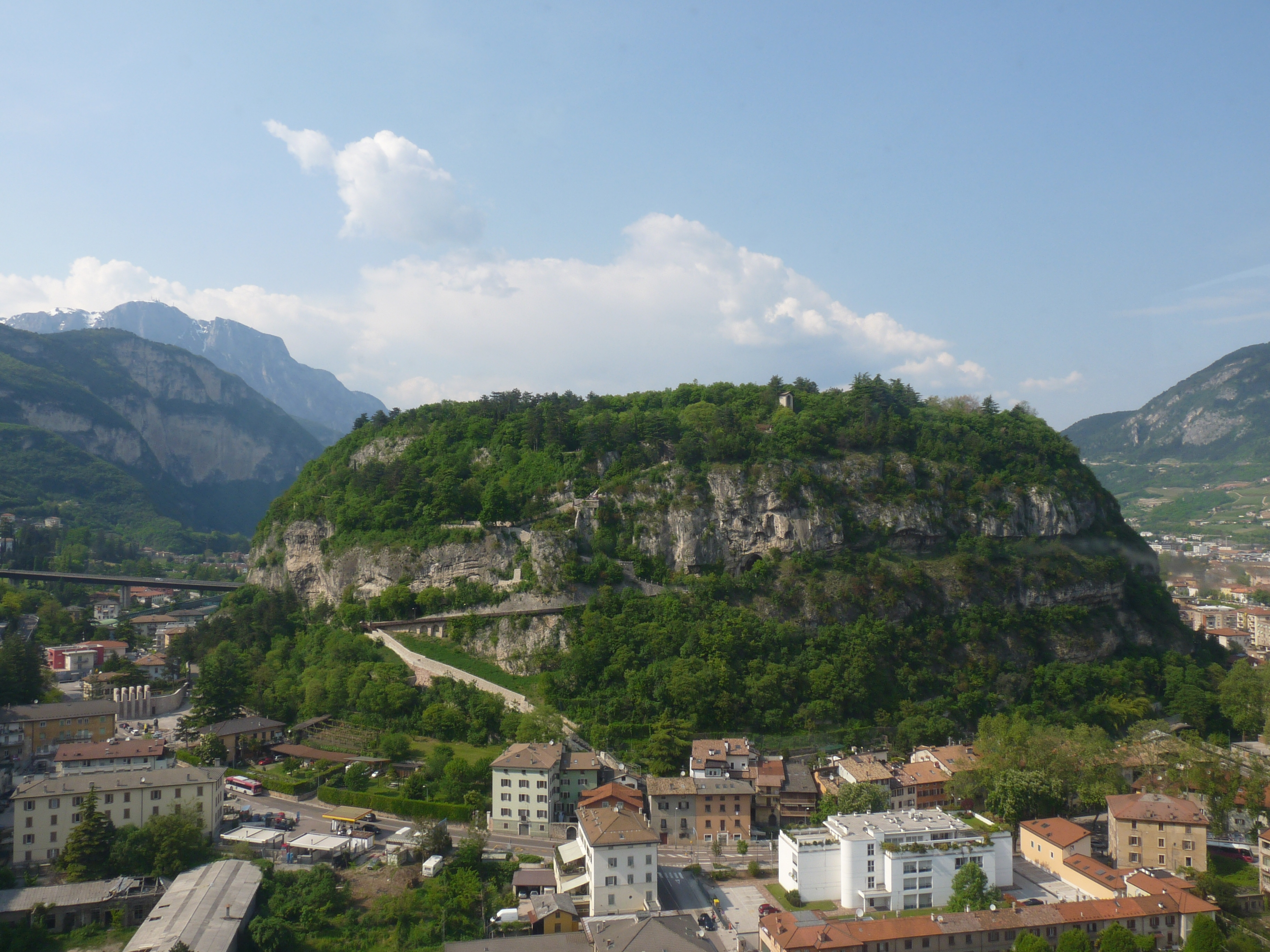
Doss Trento
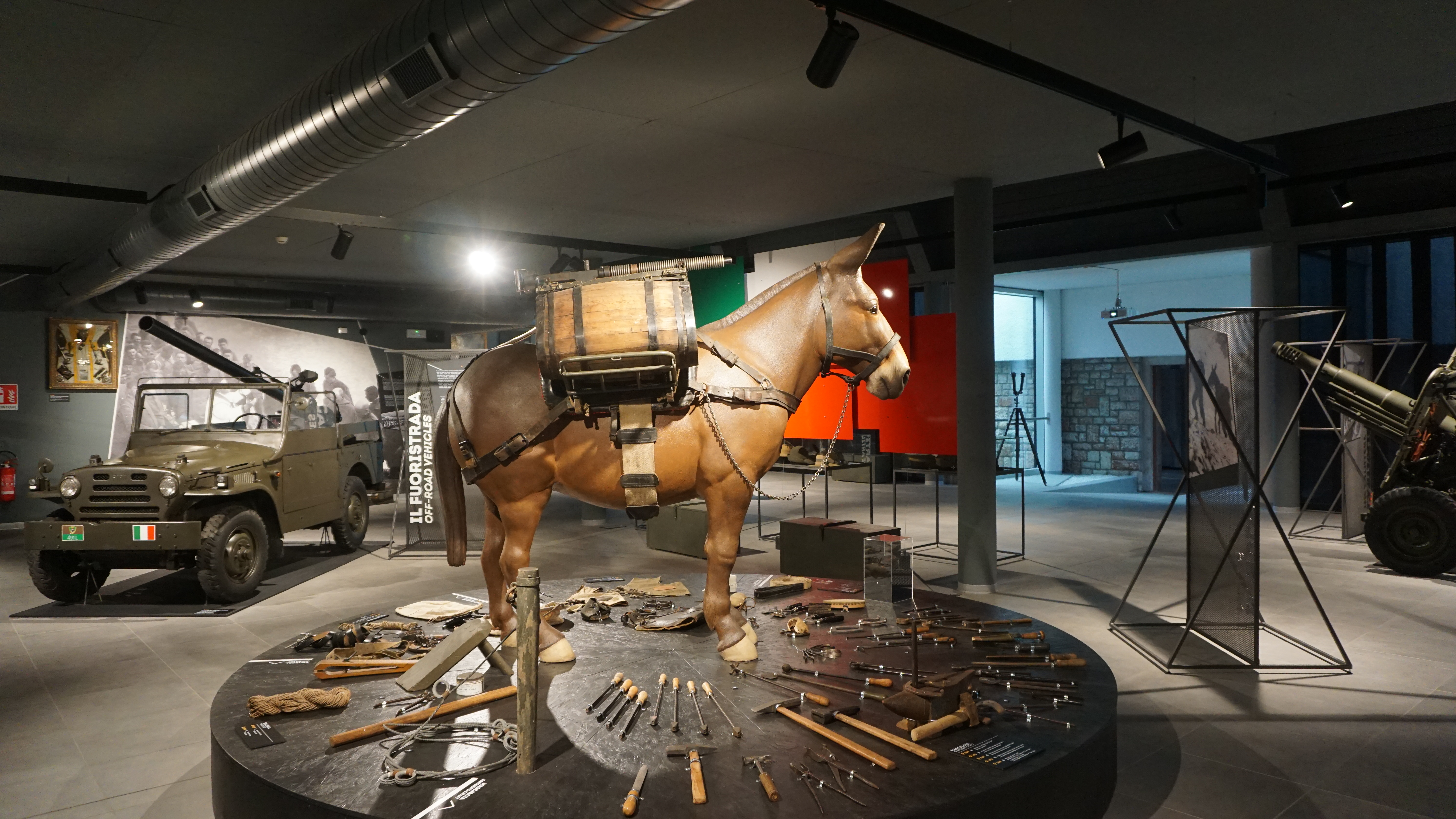
Ausstellungsfläche (2021)
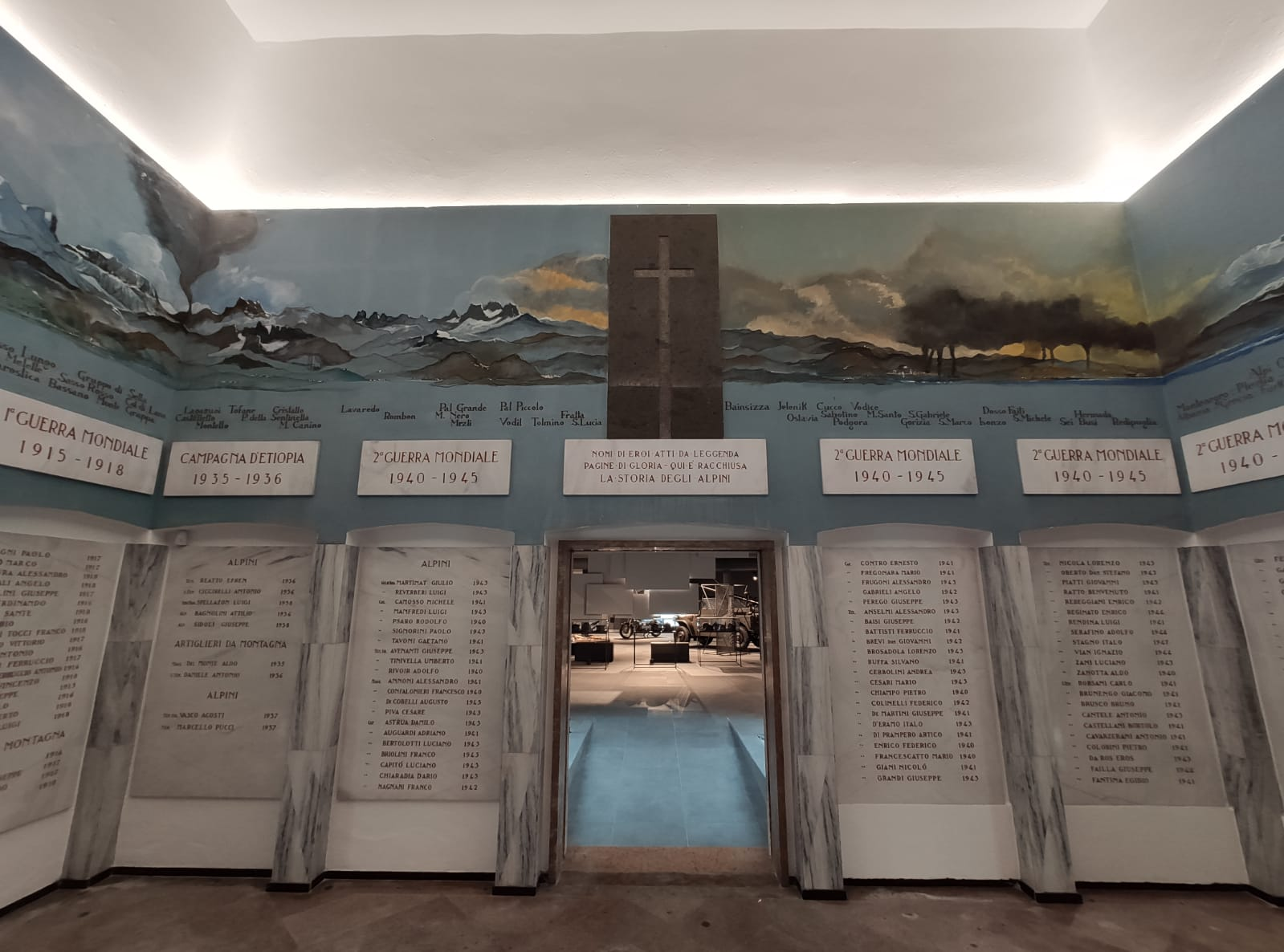
Ehrenhalle (2021)
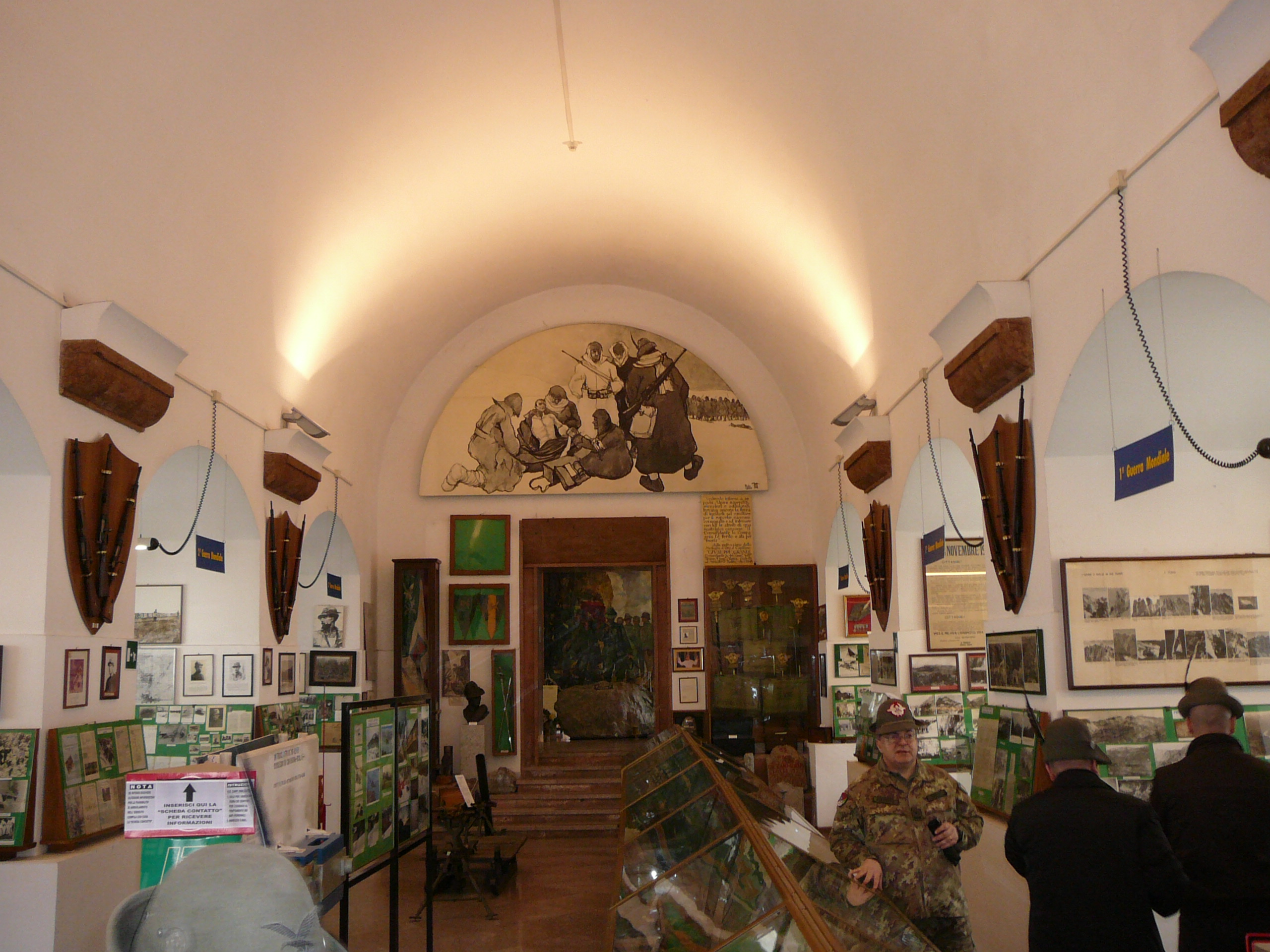
Museumssaal (2011)
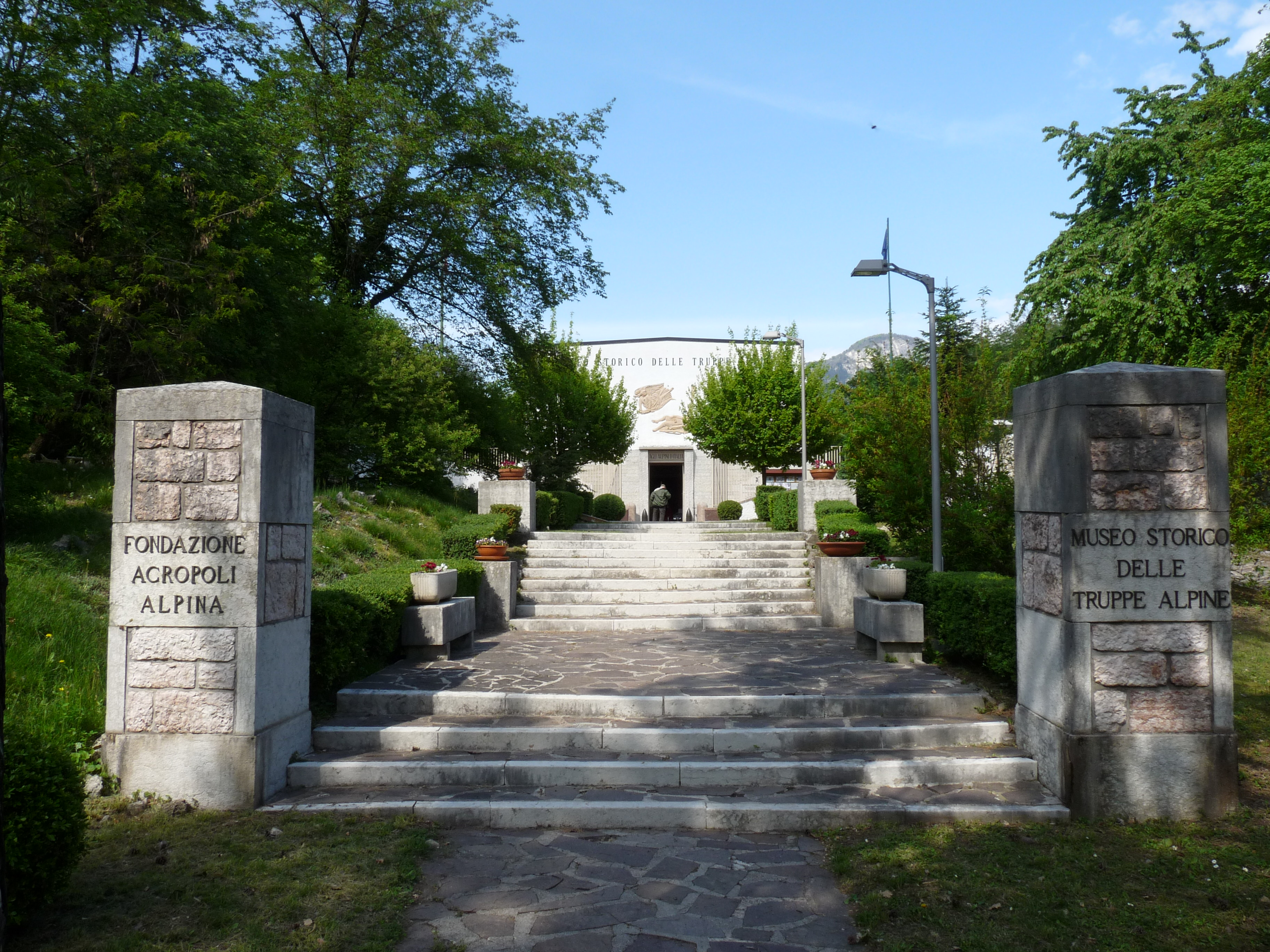
Haupteingang (2009)